# جلان جولدسميث
جلان جولدسميث (بالإنجليزية: Glen Goldsmith)‏ هو مغني وكاتب أغاني بريطاني، ولد في 17 أغسطس 1965 في هاي ويكومب في المملكة المتحدة.

## وصلات خارجية
- جلان جولدسميث على موقع ميوزك برينز (الإنجليزية)
- جلان جولدسميث على موقع أول ميوزيك (الإنجليزية)
- جلان جولدسميث على موقع ديسكوغز (الإنجليزية)